# Carretera Federal 45D
La Autopista México-Ciudad Juárez, más conocida como Carretera Federal 45D, es una autopista de cuota que recorre los estados de Chihuahua, Zacatecas, Aguascalientes, Jalisco, Guanajuato Querétaro,Hidalgo, Estado de México y Ciudad de México dividida en tramos discontinuos y es una alternativa de alta velocidad a la vecina Carretera Federal 45, tiene una longitud de 513 km.
Las autopistas y carreteras de acceso restringido son parte de la red federal de carreteras y se identifican mediante el uso de la letra “D” añadida al final del número de carretera.

## Trayectoria

### Aguascalientes
Aguascalientes
°1,492 km

### Chihuahua
Longitud = 234 KM
- Ciudad Juárez
- Villa Ahumada
- El Sueco - Carretera Federal 10
- Sacramento
- Chihuahua
- Delicias
- Cd. Camargo
- Jiménez - Carretera Federal 49

### Zacatecas
Longitud = 78 KM
- Fresnillo
- Víctor Rosales
- Morelos
- Zacatecas - Carretera Federal 54
- Cosío - Carretera Federal 45

### Jalisco
Longitud = 75 KM
- Encarnación de Díaz
- Lagos de Moreno  - Carretera Federal 80

### Guanajuato
Longitud = 116 KM
- León
- Irapuato - Carretera Federal 110
- Salamanca
- Cerro Gordo - Carretera Federal 43D
- Celaya - Carretera Federal 51
- Apaseo el Grande

### Querétaro
Longitud = 10 KM
- Querétaro - Carretera Federal 57
- San Juan del Río
- Bernal

### Hidalgo
- Huichapan
- Nopala de Villagran
- Ixmiquilpan
- Tula de Allende
- Tepeji del Río

### Estado de México
Autopista México-Querétaro
Autopista Lechería-Chamapa
- Huehuetoca
- Coyotepec
- Tepotzotlán
- Teoloyucan
- Cuautitlán Izcalli
- Atizapán de Zaragoza
- Naucalpan de Juárez
- Huixquilucan